# Uperoleia aspera
Uperoleia aspera és una espècie de granota que viu a Austràlia.